# 제임스 M. 뷰캐넌
제임스 맥길 뷰캐넌 주니어(James McGill Buchanan, Jr. 1919년 10월 3일~2013년 1월 9일) 교수는 공공선택론으로 1986년 노벨경제학상을 수상한 미국의 경제학자이다. 뷰캐넌은 1919년 테네시주 머프리즈버러에서 태어났다. 미들 테네시 주립 대학교와 테네시 대학교에서 해사,석사학위를 취득했으며 2차대전에서 해군 장교로 복무했다. 시카고 대학교에서 1948년 박사 학위를 받고 테네시 대학교에서 교수가 됐다. 조지메이슨 대학교의 명예교수였던 뷰캐넌은 공공선택론으로 유명하다. 이 이론은 정치인과 정부 관리가 다른 사람과 마찬가지로 개인의 이익을 좇는다고 가정한다. 재선을 하거나 더 큰 권력을 얻으려고 하지 항상 공공의 이익을 위해 행동하지는 않는다는 설명이다. 뷰캐넌은 《국민 합의의 분석》, 《공공부문의 선택이론》 등 30권 넘는 저서와 강의 등을 통해 공공선택론을 설파하며 작은 정부와 적자 축소, 규제 완화를 주장했다.

## 학력
- 1936년~1940년: 미들 테네시 주립대학교 (학사)
- 1940년~1941년: 테네시 대학교 (석사)
- 1946년~1948년: 시카고 대학교 (박사)

## 같이 보기
- 사회 계약

## 참고
1. ↑  `공공선택이론 주창` 제임스 뷰캐넌 별세한국경제, 2013년 1월10일
2. ↑  노벨경제학상 뷰캐넌 별세매일경제, 2013년 1월 10일
3. ↑  노벨상 경제학자 뷰캐넌 별세경향신문, 2013년 1월 10일